# تيم دوناهو
تيم دوناهو (بالإنجليزية: Tim Donahue)‏ هو لاعب كرة قاعدة أمريكي، ولد في 8 يونيو 1870 في Raynham, Massachusetts ‏ في الولايات المتحدة، وتوفي في 12 يونيو 1902 في تونتون في الولايات المتحدة.

## وصلات خارجية
- تيم دوناهو على موقعبيزبول رفرنس.كوم (الدوري الرئيسي) (الإنجليزية)
- تيم دوناهو على موقعبيزبول رفرنس.كوم (الدوري الثانوي) (الإنجليزية)